# Lovro Kuščević
Lovro Kuščević, né le 2 août 1975 à Supetar, est un homme politique croate membre de l'Union démocratique croate (HDZ).
Il est ministre des Travaux publics et de l'Aménagement du territoire de 2016 à 2017, et ministre de l'administration publique de 2017 à 2019.